# Stanisław Burzyński
Stanisław Rajmund Burzyński (* 1943, Polen) ist ein US-amerikanischer Arzt und Biochemiker polnischer Herkunft. Bekannt wurde er durch Antineoplastone, eine Gruppe von Peptiden und deren Derivaten, die er seit 1976 als alternative Krebsbehandlung einsetzt, für deren Wirksamkeit aber klinische Belege fehlen. 

## Leben
1967 schloss Burzyński ein Studium der Medizin ab. Im selben Jahr führte er Untersuchungen am Blut Krebskranker durch und bemerkte dabei einen Unterschied der Peptide und Metabolite im Vergleich zu denen aus dem Blut gesunder Menschen. Er betrachtete nun diese veränderten Stoffe als möglichen Auslöser für das Krebswachstum. 1968 erhielt er den Doktorgrad D. Msc. in Biochemie. 1970 emigrierte er in die USA, er war bis 1977 als Forscher und Assistenzprofessor am Baylor College of Medicine in Houston tätig. Unter anderem war er während dieser Tätigkeit Autor und Co-Autor von 16 Publikationen, wobei sich fünf davon mit Peptiden und deren Auswirkungen auf Krebs beschäftigten. Aufgrund ihrer angeblichen Auswirkungen auf neoplastische oder krebsartige Zellen gab er diesen Peptiden den Namen Antineoplastone.

## Burzyński-Klinik
Die Burzyński-Klinik ist eine Forschungseinrichtung in Houston, die 1967 von Burzyński gegründet wurde und wissenschaftlich nicht bewiesene Krebsbehandlungen anbietet. Dort wurden bis heute mehrere Tausend Patienten behandelt. Burzyński ist ebenfalls Präsident des Forschungsinstitutes „Burzyński Research Institute“, das er im Jahr 1977 gründete. Dort betreibt er weiterhin Forschung an Antineoplastonen. Darüber hinaus hält er zahlreiche US-Patente auf seine Behandlungsmethoden.

## Therapie mit Antineoplastonen
Antineoplastone sind eine Gruppe von Peptiden und deren Derivate, die Burzyński für seine alternative Krebsbehandlung verwendet. Es handelt sich dabei um eine Form der Chemotherapie. Das Wort wird abgeleitet von Neoplasie. Er begann Antineoplastone zu erforschen, nachdem er signifikante Unterschiede in den Peptiden im Blut von Krebspatienten und einer Kontrollgruppe fand. Er identifizierte Antineoplastone zuerst im menschlichen Blut, später in Urin. Frühe Serien von Burzyńskis Behandlung wurden aus Urin isoliert, der in einem texanischen Park gesammelt wurde. Seit 1980 werden die Verbindungen synthetisch hergestellt.
Die erste Gruppe Peptide, die Burzyński identifizierte, nannte er Antineoplaston A-10, systematisch: 3-Phenylacetylamino-2,6-piperidindion, ein Stoff, der sich mit den Arzneistoffen Thalidomid, Lenalidomid und Pomalidomid die gemeinsame Untereinheit 3-Aminopiperidin-2,6-dion teilt. Von A-10 wurde Antineoplaston AS2-1, eine Mischung im Verhältnis von 4 Teilen Phenylessigsäure zu einem Teil Phenylacetylglutamin, einem Zersetzungsprodukt des Antineoplastons A10, abgeleitet.

### Klinische Studien
Die Therapie mit Antineoplastonen wird seit dem Jahr 1984 angeboten, ist aber aufgrund der fehlenden klinischen Belege für ihre Wirksamkeit nicht für den allgemeinen Gebrauch zugelassen. Die chemischen Verbindungen sind nicht als Medikamente lizenziert, sondern werden innerhalb klinischer Studien in Burzyńskis Klinik und im Forschungsinstitut verabreicht. Obwohl Burzyński behauptet, dass er mit Antineoplaston-Kombinationen erfolgreich verschiedenste Krankheiten behandele, existieren keine Belege für die klinische Effektivität dieser Methode. Onkologen bezeichneten Burzyńskis Studien als mangelhaft. Unabhängige Wissenschaftler konnten die von Burzyński berichteten Ergebnisse nicht replizieren.
Es gibt keine wissenschaftlich Belege in Form randomisierter placebokontrollierter Studien für die Wirksamkeit von Antineoplastonen für die Behandlung von Krebs. Die Food and Drug Administration (FDA) hat Antineoplastone für die Behandlung keiner einzigen Krankheit zugelassen. Die American Cancer Society fand für Antineoplastone keine Evidenz für eine nutzbringende Wirkung bei der Behandlung von Krebs und hat empfohlen, in diese Behandlung kein Geld zu investieren. Ein Artikel aus dem Jahr 2004 beschreibt die Behandlung als „widerlegte Therapie“.
Vor dem Jahr 1997 wurden die Patienten der Burzyński-Klinik einfach ohne externe Beobachtung behandelt. Nach einer Auflage durch die FDA, die die Abgabe von Antineoplastonen nur an Patienten in klinischen Studien limitierte, entwarf Burzyński eine einzige große Studie, die alle seine Patienten umfasste. Diese Aktivitäten wurden von Burzyńskis eigenem Anwalt veröffentlicht, der die Vorgangsweise eine List nannte, um die Patienten weiterhin mit Antineoplastonen behandeln zu können. Weiters habe Burzyński persönlich 72 Prüfpläne erstellt, um jede Krebsart, die bis jetzt behandelt wurde oder die Burzyński in Zukunft behandeln wollte, behandeln zu können. Von diesen Studien wurde nur eine einzige abgeschlossen und diese wurde nicht veröffentlicht.

### Publikationen
Seine Ergebnisse veröffentlichte Burzyński bisher nur in „obskuren Fachzeitschriften“. Er publizierte einige positive Studien über die Wirkung von Antineoplastonen, die von Gutachtern allerdings als „von unklarem Design“ kritisiert wurden. Das National Cancer Institute berichtet, dass bis jetzt keine positiven randomisierten, kontrollierten Studien in peer-reviewten wissenschaftlichen Fachzeitschriften veröffentlicht worden seien. Wirksamkeitsnachweise für die Anwendung von Antineoplastonen bei der Therapie von Krebs ist selbst nach mehr als 35 Jahren nicht gegeben.

### Wirksamkeit
Das Cancer Research UK und die American Cancer Society bewerten die Antineoplaston-Therapie als unbewiesen, die Burzyński-Klinik als teuer und die Wahrscheinlichkeit für die Wirksamkeit dieser Behandlung als niedrig. Die Therapie wird zwar als unschädliche Alternative zu herkömmlichen Krebstherapien beworben, es handelt sich aber um eine Form der Chemotherapie mit signifikanten Nebenwirkungen.
Burzyński versuchte, die klinische Wirksamkeit von Antineoplaston-Kombinationen für verschiedenste Krankheiten in klinischen Studien nachzuweisen, diese haben jedoch keine klaren Belege für deren Wirksamkeit erbracht. Die FDA hat keines dieser Produkte für die Behandlung einer Krankheit zugelassen. Die American Cancer Society erklärt schon seit 1983, dass für diese Therapie keine Wirksamkeit für die Behandlung von Krebs nachgewiesen worden seien und rät davon ab, diese Produkte zu verwenden, da ernste Gesundheitsrisiken bei den Anwendern auftreten können. Ein medizinisches Gutachten aus dem Jahr 2004 bezeichnet die Behandlung mit Antineoplastonen als „widerlegte Therapie“.
1998  wurden drei Onkologen vom Newsletter „The Cancer Letter“ beauftragt unabhängige Gutachten über Burzyńskis Forschung durchzuführen. Sie kamen zu dem Ergebnis, dass die Studien mangelhaft entworfen und nicht interpretierbar seien. Sie sind „so mangelhaft, dass nicht bestimmt werden kann, ob die Therapie wirklich funktioniert“. Zusätzlich zur Kritik an Burzyńskis Forschungsmethoden, fanden die Onkologen signifikante, möglicherweise lebensbedrohliche Vergiftungen bei Patienten, die diese Therapieform nutzten.

## Rechtsfragen
In Texas musste sich Burzyński vor Gericht verantworten, eine von der FDA nicht genehmigte Behandlung durchzuführen und Antineoplastone zu verkaufen. 1998 wurde eine Beschränkung für die Werbung mit Antineoplastonen verhängt. Burzyński legte Berufung ein und begründete diese mit dem Recht auf Redefreiheit. Das Berufungsgericht bestätigte das ursprüngliche Urteil mit der Begründung, seine Werbung werbe für nicht-legale Methoden. Des Weiteren wurde er wegen Betruges schuldig gesprochen, als er von einer Krankenversicherung die finanzielle Übernahme einer illegalen Krebsbehandlung forderte.

### Verwarnungen durch die FDA
Burzyńskis Verwendung und Bewerbung von Antineoplastonen als nicht genehmigte Krebstherapie wurde von der Food and Drug Administration sowie der texanischen Generalstaatsanwaltschaft als rechtswidrig erachtet. Der Verkauf und die Bewerbung der Behandlung wurden beschränkt.
2009 hielt die FDA in einem Warnschreiben an das Burzyński Research Institute fest, dass das Burzyński Institutional Review Board, die Ethikkommission des Forschungsinstitutes, die entsprechenden staatlichen Auflagen und Vorschriften der FDA bezüglich des Schutzes des Testpersonen nicht eingehalten habe. Das Schreiben identifizierte eine Reihe spezifischer Mängel, unter anderem die Genehmigung von Forschungsarbeiten ohne zu gewährleisten, dass das Risiko für Patienten minimiert wurde. Weiters hatte das Institut weder die vorgeschriebenen schriftlichen Aufzeichnungen zur Arbeitsweise und Dokumentation erbracht, noch die obligatorischen kontinuierlichen Überprüfungen der Studien durchgeführt.
In einer weiteren im Jahr 2012 herausgegebenen Verwarnung wurde kritisiert, dass die Burzyński-Klinik ungeprüfte Arzneimittel als „sicher und wirksam“ bewerbe. Die Website, einschließlich der Pressemitteilungen und eingebundenen Videos, beinhalte Behauptungen, die Antineoplastone für jene Anwendungsgebiete als sicher und wirksam bewerben, für die sie gerade erst überprüft werden. Demzufolge seien die Indikationen, Vorsichtsmaßnahmen, Nebenwirkungen, Dosierungen und Verabreichungsformen zu diesem Zeitpunkt noch nicht bestimmt. Die Behandlung dürfe folglich nicht als sicher und wirksam beworben werden. Das Schreiben verlangt die Einstellung der nicht konformen Werbeaktivitäten inklusive der Testimonials und Interviews mit Burzyński selbst.
Im November 2013 wurde von der FDA die Dokumentation einer zwischen Jänner und März 2013 durchgeführten Inspektion freigegeben. Diese zeigte unter anderem auf, dass nicht alle Nebenwirkungen, die von Studienteilnehmern berichtet wurden, an den Sponsor weitergeleitet wurden. Weiters wurde das Wohl und die Sicherheit der Patienten nicht gewährleistet. 48 Teilnehmer erhielten zwischen 1. Januar 2005 und 22. Februar 2013 102 Überdosen. Burzyński hatte keine adäquate Falldokumentation vorbereitet oder geführt. Die Tumor-Messungen aller Studienteilnehmer vor und während der Behandlung waren zerstört und für eine Prüfung durch die FDA nicht verfügbar. Die Erklärung der Einwilligung nach erfolgter Aufklärung verabsäumte, zusätzlichen Kosten, die durch die Teilnahme in der Studie entstehen würden, zu erwähnen.

### Drohungen gegenüber Kritikern
Im November 2011 versuchte ein Musikproduzent und Autor für die britische Zeitung The Observer, 200.000 £ an Spenden zu sammeln, um für seine vierjährige Nichte, die an einem Hirntumor erkrankt war, die Behandlung in Burzyńskis Klinik zu finanzieren. Mehrere Blogger berichteten über weitere Fälle, bei denen ähnlich hohe Geldsummen in die Behandlung investiert wurden und die Patienten gestorben sind. Marc Stephens, der sich selbst als Vertreter der Burzyński-Klinik bezeichnete, beschuldigte die Autoren per E-Mail der Verleumdung und verlangte, dass ihre Berichte über Burzyński von ihren Websites entfernt werden. Einer der Blogger war Rhys Morgan, ein 17-jähriger Schüler aus Wales. Ein anderer war Andy Lewis, der die Burzyński-Klinik auf seinem Blog „Quackometer“ kritisierte.

## Dokumentarfilme
Über Stanisław Burzyński und die Burzyński-Klinik wurden 2010 und 2013 zwei Filme produziert. Regisseur, Drehbuchautor und Sprecher war Eric Merola, ein Artdirector für Fernsehwerbungen. Der erste Film, „Burzynski, Cancer is Serious Business“, wurde von Filmkritikern harsch kritisiert. Laut „The Village Voice“ verletze er jegliche Grundregel ethischer Filmgestaltung und der Produzent sei entweder ungewöhnlich leichtgläubig oder verstehe den Unterschied zwischen Dokumentarfilm und Werbung nicht, weil er nur Burzyńskis Anhänger zu Wort kommen lasse. „Variety“ beschrieb den Film als paranoide Verschwörungstheorie. „Houston Press“ kritisierte die einseitige Darstellung der Antineoplaston-Therapie.
Im Juni 2013 strahlte BBC Panorama eine Dokumentation über Stanisław Burzyński mit dem Titel „Curing cancer or 'selling hope' to the vulnerable?“ aus. Der Film argumentiert, dass Burzyński seit 20 Jahren eine Gesetzeslücke ausnutze, um seine Patienten mit Antineoplastonen behandeln zu können. Dabei schreibe er sie in klinische Studien ein, damit er keine Lizenz für seine Behandlung benötige.
Im Mai 2016 erschien ein weiterer Dokumentarfilm von Direktor Eric Merola mit dem Titel: „Burzynski: The Cancer Cure Cover-Up“. Der Film beschreibt Burzynskis 40-jährige angebliche Odyssee, seine Therapie genehmigen zu lassen. Die FDA, das Texas Medical Board sowie das National Cancer Institute versuchen eine Kommerzialisierung der Behandlung zu verhindern, da die Wirkung als wissenschaftlich unbewiesen gilt.